# 幾原雄一
幾原 雄一（いくはら ゆういち、1958年 - ） は、日本の工学者。専門は材料科学・電子顕微鏡学。東京大学大学院工学系研究科教授、東北大学原子分子材料科学高等研究機構主任研究者、一般財団法人ファインセラミックスセンターナノ構造研究所客員主任研究者。

## 概要
三重県津市出身。三重県立津高等学校卒業。東京大学大学院工学系研究科教授、日本顕微鏡学会会長。東北大学原子分子材料科学高等研究機構教授、京都大学構造材料元素戦略研究拠点教授なども歴任。紫綬褒章受章。2011年、アメリカセラミックス学会フェロー選出。2013年、世界セラミックスアカデミー会員選出。

## 研究
電子顕微鏡による、格子欠陥（転位・粒界）の構造解析。

## 略歴
- 1982年 九州大学工学部金属系学科卒業。
- 1988年 九州大学大学院総合理工学研究科材料開発工学専攻博士課程修了、ファインセラミックスセンター研究所研究員。
- 1991年 ケース・ウェスタン・リザーブ大学客員助教授。
- 1993年 ファインセラミックスセンター研究所統括部長代理。
- 1996年 東京大学工学部助教授。
- 2003年 東京大学大学院工学系研究科総合研究機構教授[3]。
- 2005年 東京大学大学院工学系研究科総合研究機構長。
- 2007年 東北大学原子分子材料科学高等研究機構教授。
- 2012年 京都大学構造材料元素戦略研究拠点教授。
- 2019年 日本顕微鏡学会会長[4]。

## 賞歴
- 2010年 - フンボルト賞
- 2015年 - アメリカセラミックス学会Sosmon賞
- 2023年 - 日本学士院賞（柴田直哉と同時受賞）
- 2023年 - 市村学術賞功績賞[5]
- 2024年 - 物質・材料研究機構よりNIMS Award

## 栄典
- 2016年 紫綬褒章[6][7]

## 著書
- 『セラミック材料の物理 : 結晶と界面』日刊工業新聞社 1999年